# Yoncalla
Yoncalla település az Amerikai Egyesült Államok északnyugati részén, Oregon állam Douglas megyéjében helyezkedik el. A 2010. évi népszámláláskor 1047 lakosa volt. A város területe 1,76 km², melyből 0,03 km²vízi.

## Történet

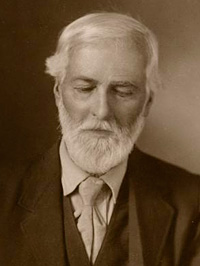
Jesse Applegate

Az első telepesek 1848 őszén érkeztek ponyvázott szekéren. A névadó Jesse Applegate 1849-ben jött ide; a Yoncalla nevet a korábban itt élő indiánok által beszélt jonkalla nyelv után adta.
A városra 1920-ban nagy figyelem irányult, mivel a választások során mind a polgármesteri székbe, mind a képviselő-testületbe kizárólag nőket választottak.

## Népesség

### 2010
A 2010-es népszámláláskor a városnak 1047 lakója, 441 háztartása és 292 családja volt. A népsűrűség 601,7 fő/km2. A lakóegységek száma 476, sűrűségük 273,6 db/km2. A lakosok 92,3%-a fehér,  1,7%-a indián, 0,5%-a ázsiai, 0,2%-a a Csendes-óceáni szigetekről származik, 1,7%-a egyéb, 3,6%-a pedig kettő vagy több etnikumú. A spanyol vagy latino származásúak aránya 4,6% (3,9% mexikói, 0,2% Puerto Ricó-i,  0,5% egyéb spanyol vagy latino származású.)
A háztartások 28,1%-ában élt 18 évnél fiatalabb. 47,8% házas, 12,2% egyedülálló nő, 6,1% egyedülálló férfi, 33,8% pedig nem család. 27,2% egyedül élt; 14,3%-uk 65 éves vagy idősebb. Egy háztartásban átlagosan 2,37 személy élt; a családok átlagmérete 2,82 fő.
A medián életkor 46,8 év volt. A város lakóinak 21,1%-a 18 évesnél fiatalabb, 5,9% 18 és 24 év közötti, 20,8%-uk 25 és 44 év közötti, 32,2%-uk 45 és 64 év közötti, 20,1%-uk pedig 65 éves vagy idősebb. A lakosok 46,7%-a férfi, 53,3%-a pedig nő.

### 2000
A 2000-es népszámláláskor  a városnak 1052 lakója, 409 háztartása és 287 családja volt. A népsűrűség 604,6 fő/km2. A lakóegységek száma 437, sűrűségük 251,1 db/km2. A lakosok 93,92%-a fehér,  0,48%-a indián, 0,48%-a ázsiai, 0,57%-a a Csendes-óceáni szigetekről származik, 1,33%-a egyéb-, 3,23%-a pedig kettő vagy több etnikumú. A spanyol vagy latino származásúak aránya 1,9% (1,5% mexikói,   0,4% pedig egyéb spanyol/latino származású.)
A háztartások 32,5%-ában élt 18 évnél fiatalabb. 54,5% házas, 11,7% egyedülálló nő; 29,8% pedig nem család. 23,5% egyedül élt; 11,2%-uk 65 éves vagy idősebb. Egy háztartásban átlagosan 2,56 személy élt; a családok átlagmérete 3 fő.
A város lakóinak 26,5%-a 18 évesnél fiatalabb, 7,7% 18 és 24 év közötti, 26%-uk 25 és 44 év közötti, 23,6%-uk 45 és 64 év közötti, 16,3%-uk pedig 65 éves vagy idősebb. A medián életkor 38 év volt. Minden 100 nőre 96,3 férfi jut; a 18 évnél idősebb nőknél ez az arány 93,7.
A háztartások medián bevétele 26 625 amerikai dollár, ez az érték családoknál $31 250. A férfiak medián keresete $26 806, míg a nőké $19 412. A város egy főre jutó bevétele (PCI) $13 756. A családok 13,3%-a, a teljes népesség 18,3%-a élt létminimum alatt; a 18 év alattiaknál ez a szám 25,4%, a 65 évnél idősebbeknél pedig 17,3%.

## Híres személyek
- Hal Turpin – baseballjátékos, a Pacific Coast League Hall of Fame listázottja[9]
- Jesse Applegate – helyben elhunyt telepes[10]
- Justin Hill – motorversenyző, a 2017-es AMA West Supercross bajnoka[11]
- Lily Carter – pornószínész[12]
- Rex Applegate – katonai tiszt és író[13]
- Rocky Gale – a San Diego Padres baseballjátékosa[14]

## Fordítás
Ez a szócikk részben vagy egészben  a   Yoncalla, Oregon című angol Wikipédia-szócikk ezen változatának fordításán alapul.  Az eredeti cikk szerkesztőit annak laptörténete sorolja fel. Ez a jelzés csupán a megfogalmazás eredetét és a szerzői jogokat jelzi, nem szolgál a cikkben szereplő információk forrásmegjelöléseként.